# Zaozierje (rejon prionieżski)
Zaozierje (ros. Заозерье) – wieś (sieło) w Rosji, w Karelii, w rejonie prionieżskim. W 2010 liczyła 1337 mieszkańców.